# Adorazione dei pastori (Santafede)
L'Adorazione dei pastori è un dipinto olio su tela di Fabrizio Santafede, realizzato tra il 1612 e il 1614 e custodito all'interno del Museo nazionale di Capodimonte, a Napoli.

## Storia e descrizione
L'opera, conosciuta anche con il nome di Natività, venne dipinta da Fabrizio Santafede durante la fase della sua maturità tra il 1612 e il 1614 per la cappella Maria Orsini nella chiesa di Gesù e Maria a Napoli. Successivamente portato al Museo nazionale di Capodimonte, è custodito nella sala 77.
La tela si adatta pienamente alle esigenze degli ordini religiosi del periodo, tipiche del dopo Concilio di Trento: si tratta quindi di una pittura realistica e familiare. La scena è ambientata di giorno anche se i toni sono scuri, chiara influenza dello stile di Caravaggio e dei Bassano. Al centro è la rappresentazione della natività di Gesù, contornato da pastori oranti e dal bue e l'asino: l'ambientazione è quella tipica delle rovine di un tempio, dove su una colonna è dipinto il nome del pittore. Sullo sfondo un paesaggio collinare con altri pastori, mentre nella parte superiore una serie di angeli.